# Löts distrikt, Uppland
Löts distrikt är ett distrikt i Enköpings kommun och Uppsala län. 
Distriktet ligger sydost om Enköping. 

## Tidigare administrativ tillhörighet
Distriktet inrättades 2016 och utgörs av socknen Löt i Enköpings kommun.
Området motsvarar den omfattning Löts församling hade vid årsskiftet 1999/2000.